# Pestřice
Pestřice (tjeckiska) eller Rotbach (tyska) är ett vattendrag i norra Österrike och sydvästra Tjeckien.   Det rinner genom Oberösterreich och Södra Böhmen, och mynnar i Lipnoreservoaren.